# Dilivio Hoffman
Dilivio Hoffman (Rotterdam, 11 juni 1997) is een Nederlands voetballer die als aanvaller speelt.

## Carrière
Dilivio Hoffman speelde in de jeugd van RVV Hillesluis, Spartaan'20 en SBV Excelsior. In 2016 vertrok hij naar FC Twente, waar hij met Jong FC Twente vier wedstrijden in de Tweede divisie speelde. In de zomer van 2017 vertrok hij naar XerxesDZB, waar hij aansloot bij het zaterdagelftal. Hier speelde hij slechts twee oefenwedstrijden, tegen SBV Excelsior en Neptunus-Schiebroek, waarna hij in augustus aansloot bij hoofdklasser Jong FC Den Bosch. Hoffman debuteerde in het eerste elftal van FC Den Bosch op 12 maart 2018, in de met 3-1 verloren uitwedstrijd in de Eerste divisie tegen Helmond Sport. Hij kwam in de 73e minuut in het veld voor Oussama Bouyaghlafen.
Hij kwam tot vier wedstrijden voor het eerste team en speelde het seizoen 2018/19 weer voor Jong FC Den Bosch in de Hoofdklasse. Medio 2019 ging Hoffman naar De Treffers dat uitkomt in de Tweede divisie. Vanaf medio 2020 speelt hij voor SV TEC. Begin 2022 ging hij in Kosovo voor KF Ballkani spelen.

### Statistieken
| Seizoen                    | Club                 | Land           | Competitie     | Competitie | Competitie | Beker | Beker | Totaal | Totaal |
| Seizoen                    | Club                 | Land           | Competitie     | Wed.       | Dlp.       | Wed.  | Dlp.  | Wed.   | Dlp.   |
| -------------------------- | -------------------- | -------------- | -------------- | ---------- | ---------- | ----- | ----- | ------ | ------ |
| 2016/17                    | Jong FC Twente       | Nederland      | Tweede divisie | 4          | 0          | –     | –     | 4      | 0      |
| 2017/18                    | XerxesDZB (zaterdag) | Nederland      | Eerste klasse  | 0          | 0          | 0     | 0     | 0      | 0      |
| 2017/18                    | Jong FC Den Bosch    | Nederland      | Hoofdklasse    | ?          | ?          | –     | –     | ?      | ?      |
| 2017/18                    | FC Den Bosch         | Nederland      | Eerste divisie | 4          | 0          | 0     | 0     | 4      | 0      |
| Carrièretotaal             | Carrièretotaal       | Carrièretotaal | Carrièretotaal | 8          | 0          | 0     | 0     | 8      | 0      |
| Bijgewerkt op 15 juni 2019 |                      |                |                |            |            |       |       |        |        |